# 錫爾伯湖 (布賴登巴赫)
50°52′14″N 8°24′23″E / 50.870492°N 8.40647°E

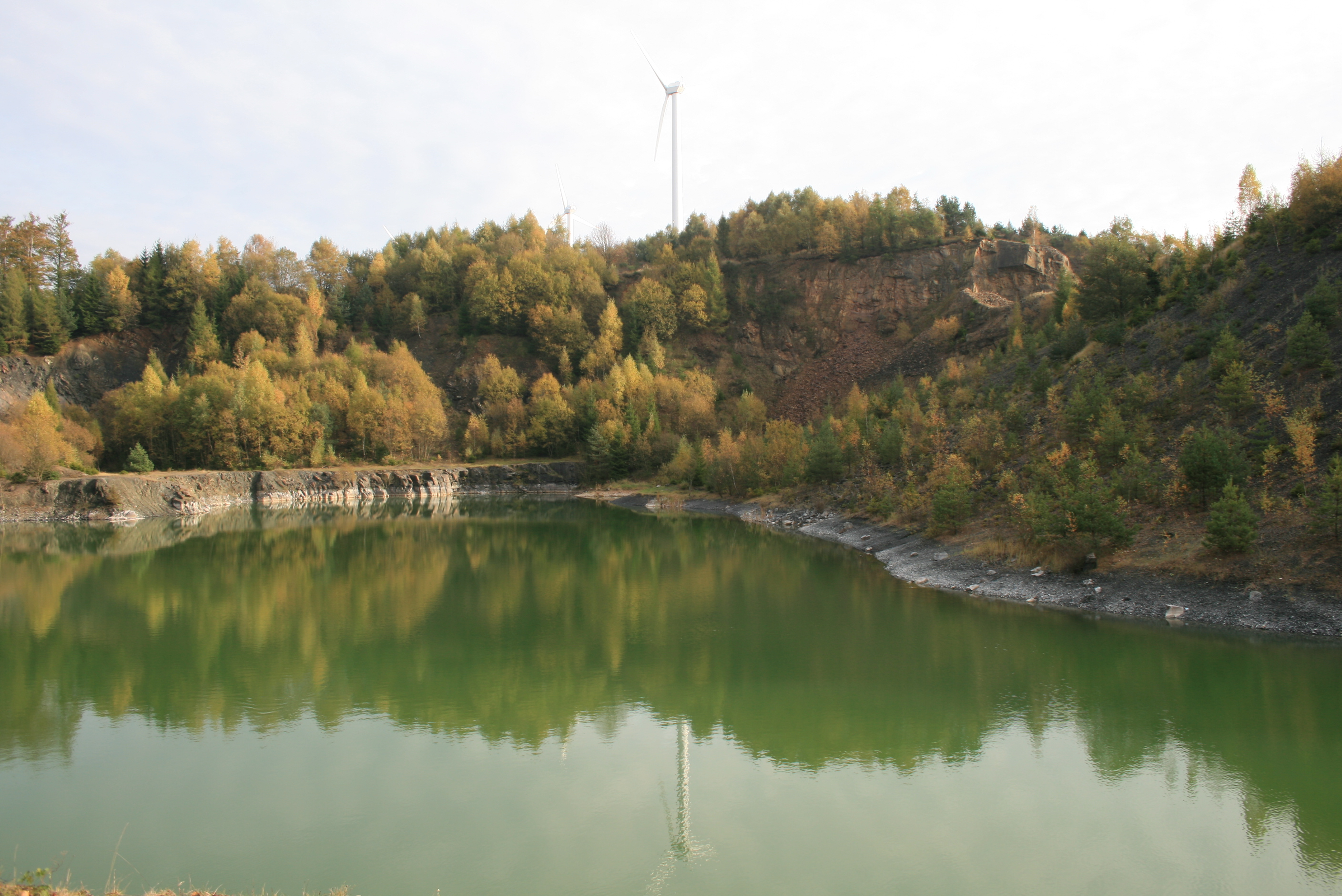

錫爾伯湖（德語：Silbersee），是德國的湖泊，位於該國中部，由黑森州負責管轄，處於馬爾堡-比登科普夫縣，長0.2公里，海拔高度520米，該湖泊最大水深50米。